# Twierdzenie Lagrange’a o rozkładach liczb naturalnych
Twierdzenie Lagrange'a – twierdzenie w teorii liczb mówiące, że każda liczba całkowita nieujemna jest sumą kwadratów czterech liczb całkowitych:
{\displaystyle p=a^{2}+b^{2}+c^{2}+d^{2}}
gdzie liczby {\displaystyle a,b,c,d} są całkowite.

Taki rozkład nie jest zawsze jednoznaczny, mamy dla przykładu:
{\displaystyle 310=289+16+4+1=17^{2}+4^{2}+2^{2}+1^{2}}
oraz
{\displaystyle 310=225+81+4+0=15^{2}+9^{2}+2^{2}+0^{2}}

Nazwa twierdzenia pochodzi od nazwiska Josepha Louisa Lagrange'a.